# Ситников, Пётр Игнатьевич

Ситников Пётр Игнатьевич.

Пётр Игнатьевич Ситников (27 января 1920, Пьянково, Челябинская губерния — 10 марта 1993, Курган) — участник Великой Отечественной войны, полный кавалер ордена Славы, гвардии младший сержант. До и после войны — механизатор.

## Биография
Пётр Игнатьевич Ситников родился 27 января 1920 года в крестьянской семье в селе Пьянково Пьянковского сельсовета Салтосарайской волости Курганского уезда Челябинской губернии, ныне село входит в Белозерский муниципальный округ Курганской области. Русский.
Работал трактористом и механизатором в колхозе «Восход».
В Рабоче-крестьянской Красной Армии с 20 сентября 1940 года, призван Чашинским РВК Челябинской области. Служил в артиллерии. В июне 1941 года должен был быть демобилизован, но помешала война. С 15 ноября 1941 года на фронте. Воевал наводчиком орудия в расчёте Али Гусейнова, с которым прошёл боевой путь до Победы.
С 1943 года член ВКП(б), в 1952 году партия переименована в КПСС.
10 декабря 1943 года легко ранен.
18 июля 1944 года в бою у деревни Межилово в составе расчёта гвардии красноармеец Ситников, действуя в боевых порядках стрелковой роты, прямой наводкой уничтожил два станковых и три ручных пулемёта, истребил и рассеял более взвода вражеской пехоты.
Приказом командира 52-й гвардейской стрелковой дивизии от 31 июля 1944 года гвардии красноармеец Ситников Пётр Игнатьевич награждён орденом Славы 3-й степени.
16 сентября 1944 года в наступательных боях в районе населённого пункта Курвисте, как отмечено в наградном листе «…расчёт Гусейнова прямой наводкой уничтожил 4 станковых и 3 ручных пулемёта, одно 75-миллиметровое орудие, подавил огонь вражеской миномётной батареи и истребил до взвода пехоты».
Приказом по войскам 2-й Ударной Армии от 5 ноября 1944 года гвардии младший красноармеец Ситников Пётр Игнатьевич награждён орденом Славы 2-й степени. Этим же приказом был награждён и его командир Али Гусейнов.
В боях по овладению Берлином 52-я гвардейская стрелковая дивизия входила в состав 3-й ударной армии, штурмовавшей город с севера. Пригодился опыт уличных боёв, приобретённый в Сталинграде. Находясь всё время в боевых порядках пехоты, он метко разил вражеские огневые точки, разрушал наблюдательные пункты и делал проходы в уличных заграждениях.
Только с 16 по 23 апреля в составе расчёта гвардии ефрейтор Ситников точным огнём в бою у населённого пункта Лечин на подступах к Берлину и в уличных боях уничтожил четырнадцать пулемётов, два орудия, подавил огонь миномётной батареи и истребил около тридцати противников.
23 апреля в районе парка Гумбольдтхайн противники оказали особенно упорное сопротивление. Али Гусейнов и его товарищи по расчёту выкатили пушку на прямую наводку и вступили в единоборство с вражескими артиллеристами и пулемётчиками. Командир орудия был контужен, двое из орудийного расчёта тяжело ранены. Но пушка продолжала стрелять. Гусейнов и Ситников, действуя вдвоём, подбили 2 танка, уничтожили ещё три пулемёта и около двух десятков противников. Наша пехота продолжила движение вперёд по улицам столицы.
Указом Президиума Верховного Совета СССР от 31 мая 1945 года за образцовое выполнение заданий командования в боях с немецко-вражескими захватчиками гвардии ефрейтор Ситников Пётр Игнатьевич награждён орденом Славы 1-й степени. Стал полным кавалером ордена Славы. Этим же Указом был награждён и его командир Али Гусейнов.
В 1946 году гвардии младший сержант П. Ситников был демобилизован. Вернулся в родное село. Работал механизатором в колхозе «Восход» Белозерского района. Последние годы жил в областном центре городе Кургане.
Пётр Игнатьевич Ситников скончался 10 марта 1993 года. Похоронен на Новом Рябковском кладбище города Кургана Курганской области.

## Награды
- Орден Октябрьской Революции
- Орден Отечественной войны I степени, 6 апреля 1985 года[2]
- Орден Славы I степени № 577, 31 мая 1945 года[3][4]
- Орден Славы II степени № 5862, 5 ноября 1944 года[5]
- Орден Славы III степени № 111919, 31 июля 1944 года[6]
- медали, в том числе
  - Медаль «За отвагу», 18 июля 1943 года[7]
  - Медаль «За оборону Сталинграда»
  - Медаль «За победу над Германией в Великой Отечественной войне 1941-1945 гг.»
  - Медаль «За взятие Берлина», 9 ноября 1945 года[8]

## Семья
Пётр Ситников был женат, воспитал сына, дочь Татьяну Николаеву и внука.